# Episodi di Casualty (ventisettesima stagione)
La ventisettesima stagione della serie televisiva Casualty è stata trasmessa in anteprima nel Regno Unito da BBC One tra il 18 agosto 2012 e il 20 luglio 2013.
| nº | Titolo originale                 | Titolo italiano | Prima TV UK       | Prima TV Italia |
| -- | -------------------------------- | --------------- | ----------------- | --------------- |
| 1  | Kansas                           |                 | 18 agosto 2012    |                 |
| 2  | Cuckoo's Nest                    |                 | 25 agosto 2012    |                 |
| 3  | Rock, Paper, Scissors            |                 | 1º settembre 2012 |                 |
| 4  | An Amateur Sport                 |                 | 15 settembre 2012 |                 |
| 5  | I'll See You in My Dreams        |                 | 22 settembre 2012 |                 |
| 6  | Evolve or Be Extinct             |                 | 29 settembre 2012 |                 |
| 7  | Tough Love                       |                 | 6 ottobre 2012    |                 |
| 8  | The Kindness of Strangers        |                 | 13 ottobre 2012   |                 |
| 9  | Harvest Festival                 |                 | 20 ottobre 2012   |                 |
| 10 | Seeing in the Dark               |                 | 27 ottobre 2012   |                 |
| 11 | When Love Breaks Down            |                 | 3 novembre 2012   |                 |
| 12 | Out of the Blue                  |                 | 17 novembre 2012  |                 |
| 13 | Sixteen Candles                  |                 | 24 novembre 2012  |                 |
| 14 | My Aim Is True                   |                 | 1º dicembre 2012  |                 |
| 15 | The Blame Game                   |                 | 8 dicembre 2012   |                 |
| 16 | I Saw Mommy Killing Santa Claus  |                 | 15 dicembre 2012  |                 |
| 17 | Rabbits in Headlights            |                 | 5 gennaio 2013    |                 |
| 18 | Smoke and Mirrors                |                 | 12 gennaio 2013   |                 |
| 19 | No Other Medicine                |                 | 19 gennaio 2013   |                 |
| 20 | Broken Heart Syndrome            |                 | 26 gennaio 2013   |                 |
| 21 | Life Goes On                     |                 | 2 febbraio 2013   |                 |
| 22 | If Not for You                   |                 | 9 febbraio 2013   |                 |
| 23 | Ostrich Syndrome                 |                 | 16 febbraio 2013  |                 |
| 24 | Though Lovers Be Lost            |                 | 23 febbraio 2013  |                 |
| 25 | Brave New World                  |                 | 2 marzo 2013      |                 |
| 26 | Cross Roads                      |                 | 9 marzo 2013      |                 |
| 27 | With and Without You             |                 | 16 marzo 2013     |                 |
| 28 | And the Walls Come Tumbling Down |                 | 23 marzo 2013     |                 |
| 29 | Punch Drunk Love                 |                 | 30 marzo 2013     |                 |
| 30 | Hidden                           |                 | 6 aprile 2013     |                 |
| 31 | Unsilenced                       |                 | 13 aprile 2013    |                 |
| 32 | Family Matters                   |                 | 20 aprile 2013    |                 |
| 33 | Human Resources                  |                 | 27 aprile 2013    |                 |
| 34 | The Morning After                |                 | 4 maggio 2013     |                 |
| 35 | Isolated Incident                |                 | 11 maggio 2013    |                 |
| 36 | The Milk of Human Kindness       |                 | 25 maggio 2013    |                 |
| 37 | Love Is the Drug                 |                 | 1º giugno 2013    |                 |
| 38 | You Always Hurt the One You Love |                 | 8 giugno 2013     |                 |
| 39 | Garage Flowers                   |                 | 15 giugno 2013    |                 |
| 40 | What Goes Up                     |                 | 22 giugno 2013    |                 |
| 41 | Letting Go                       |                 | 29 giugno 2013    |                 |
| 42 | A History of Violence            |                 | 6 luglio 2013     |                 |
| 43 | Secrets and Lies                 |                 | 13 luglio 2013    |                 |
| 44 | Mistakes Happen                  |                 | 20 luglio 2013    |                 |